# انهيار منزل أشر (قصة قصيرة)
«انهيار منزل أشر» أو «سقوط بيت أشر» (بالإنجليزية: The Fall of the House of Usher)‏ هي قصة قصيرة كتبها إدغار آلان بو ونشرت لأول مرة عام 1839م.

## الحبكة
تبدأ القصة مع الراوي غير المسمى بوصوله إلى بيت صديقه، رودريك أشر، بعد أن تلقى رسالة منه في مكان بعيد من الريف يشكو فيها من مرض ويطلب مساعدته. لدى وصول الراوي يلاحظ صدع خفيف يمتد من سطح بيت صديقه ويستمر نازلاَ عبر الجزء الأمامي من المبنى وصولاَ إلى البحيرة المجاورة.
على الرغم من أن بو كتب هذه القصة القصيرة قبل اختراع العلم النفسي الحديث، فإنه يمكن وصف حالة رودريك وفقاَ لمصطلحاته حيث يشتمل على شكل من الحساسية الزائدة المعروفة باسم فرط (فرط الحساسية للمواد والضوء والأصوات والروائح والذوق) والوسواس (وهو الانشغال المفرط أو القلق بشأن وجود مرض خطير) والقلق الحاد. ويكشف أن شقيقة رودريك التوأم، مادلين، هي أيضا مريضة وتصاب بالتخشب مثل غيبوبة الموت. يعجب الراوي بلوحات رودريك، ويحاول أن يفرحه من خلال القراءة معه والاستماع إلى مؤلفاته الموسيقية المرتجلة على الإيتار. رودريك يغني «القصر المسكون»، ثم يبوح للراوي أنه يعتقد أن المنزل الذي يعيش فيه هو على قيد الحياة وأن هذه الحساسية تنشأ من أحجار المنزل والنباتات المحيطة به.
يبلغ رودريك في وقت لاحق الراوي أن شقيقته قد توفيت ويصر على أن تدفن لمدة أسبوعين في مقبرة الأسرة الواقعة في قبو المنزل قبل دفنها بشكل دائم. يساعد الراوي رودريك ويضعون الجثة في القبر ويلاحظ أن خدود مادلين وردية، كما تبدو بعد الموت. ولكن خلال الأسبوع المقبل على حد سواء رودريك والراوي يجدان نفسيهما وقد أصبحا كثيرا الحركة على نحو متزايد دون سبب واضح. تبدأ عاصفة هوجاء، ثم يأتي رودريك إلى غرفة نوم الراوي، والتي تقع مباشرة فوق القبو ويفتح نافذته للعاصفة. ويلاحظ أن البحيرة المحيطة بالمنزل تتوهج في الظلام، كما توهجت في لوحات رودريك على الرغم من عدم وجود البرق.
يحاول الراوي تهدئة رودريك من خلال القراءة بصوت عال بكتاب «جنون لقاء الحب»، وهي رواية عن فارس يدعى «إثلرد» الذي يقتحم مسكن الناسك في محاولة للهروب من عاصفة تقترب للعثور على قصر الذهب الذي يحرسه التنين. وهو يجد أيضاَ درع من النحاس اللماع معلق على الجدار مكتوب عليه أسطورة:
- الذي يدخل هنا، سيكون المسيطر؛
- الذي يذبح التنين، سوف يفوز بالدرع.[1]

بضربة من صولجانه، «إثلرد» يقتل التنين الذي يموت بصرخة خارقة ويتقدم الفارس ليأخذ الدرع، الذي يسقط على الأرض مع قعقعة مدوية.
عندما يقرأ الراوي اقتحام الفارس للمسكن، يسمع صوت تكسير وتمزيق في مكان ما في المنزل. وعندما يصف صرخات موت التنين يسمع صرخة مرة أخرى داخل المنزل. وعندما يروي سقوط الدرع من على الحائط، يسمع صدى معدني أجوف. رودريك يصبح هستيري على نحو متزايد، وأخيرا يصيح أن هذه الأصوات هي بسبب الجهود التي تبذلها شقيقته لتخرج من القبر، لأنهم في الواقع دفنوها وهي على قيد الحياة. بالإضافة إلى ذلك، رودريك يعرف بطريقة ما أنها كانت على قيد الحياة. ثم يفتح باب غرفة النوم ليكشف عن مادلين واقفة هناك وتسقط على شقيقها، ويصلان إلى الأرض جثتين. ثم يهرب الراوي من المنزل ويلاحظ أثناء هرويه أن وميض ضوء القمر وراءه ويلتفت للخلف، في تلك اللحظة يرى القمر يشرق من خلال الصدع الذي أخذ بالتوسع فجأة. يقف للمشاهدة بينما منزل أشر ينشطر إلى نصفين وتتلاشى شظاياه غارقةً في البحيرة.

## روابط خارجية
- انهيار منزل أشر على موقع الموسوعة البريطانية (الإنجليزية)